# صد اسلحه
صد اسلحه (انگلیسی: 100 Rifles) فیلمی آمریکایی در سبک وسترن و درام به کارگردانی تام گریس است که در سال ۱۹۶۹ منتشر شد.

## بازیگران
- برت رینولدز
- جیم براون
- راکل ولچ
- فرناندو لاماس
- دن اوهرلیهی
- اریک برادن
- آلدو سامبرل
- مایکل فورست
- آکیم تامیروف
- سوله‌داد میراندا
- خوزه مانوئل مارتین
- آلبرتو دالبِس